# Forte Barão do Rio Branco
O Forte Barão do Rio Branco é uma instalação do Exército Brasileiro em Niterói, Rio de Janeiro, atualmente guarnecida pelo 21.º Grupo de Artilharia de Campanha (21.º GAC), o Grupo Monte Bastione.

## História
Este forte remonta à antiga Bateria de Santo Antônio da Praia de Fora. Pelo Decreto nº 3.329, de 25 de novembro de 1938, o conjunto defensivo integrado por essa antiga bateria, pelo Forte do Morro do Pico, e pelo Forte de São Luís, recebeu a designação atual de Forte Barão do Rio Branco. Estava guarnecido, ao final da década de 1950, pela 1ª Bateria de Óbus de Costa (BOC) (BARRETTO, 1958:211).
Em 1966, as suas instalações e armamentos passaram à guarda do 1ª/1º GACosM. A partir de 1992 o conjunto passou a abrigar parte do 8º Grupo de Artilharia de Costa Motorizado (GACosM), responsável ainda pela Fortaleza de Santa Cruz da Barra e pelo Forte D. Pedro II do Imbuí.
É a partir das suas instalações que se inicia a visitação do conjunto dos fortes de São Luís e do Pico. Do Forte de São Luís parte uma trilha pelo costão rochoso, que atinge a Fortaleza de Santa Cruz em uma caminhada de cerca de 40 minutos, atualmente fechada ao público por questões de segurança.